# Docalidia spangleri
Docalidia spangleri är en insektsart som beskrevs av Nielson 1979. Docalidia spangleri ingår i släktet Docalidia och familjen dvärgstritar. Inga underarter finns listade i Catalogue of Life.